# Teletón 2016 (Colombia)
Teletón Colombia de 2016 fue la vigésima primera versión de Teletón Colombia que reucaudó recursos para beneficiar a la comunidad en condición de discapacidad del país y la creación y manutención de una red de centros de rehabilitación en Colombia. El evento tuvo una duración de 27 horas, e inició desde las 22.00 hora de Colombia del día viernes 26 de febrero hasta la 01:00 hora de Colombia del día domingo 28 de febrero de 2016. Esta edición se caracterizó por que también tuvo cobertura no solo en televisión, también en radio y por via streaming en el sitio oficial y en el canal de YouTube. Adicionalmente propuso otras formas de donación, a través de selfies con la selfietón y mediante subastas de artículos de personalidades famosas, mediante la subastón.
Al finalizar la transmisión, el último recuento fue de $10 298 608 242, marcando la cuarta ocasión en la historia del evento en la que no se alcanza tal objetivo, siguiendo las ediciones de 1982, 1984 y 2011. La cifra final, anunciada el 16 de enero de 2017, ascendió a $10 894 063 700.
| Meta    | $ 13 062 930 884 |
| Recaudo | $ 10 298 608 242 |

## Inicio
Esta versión estuvo regida bajo el lema "Nos une"  y se desarrolló en el centro de convenciones Gonzalo Jiménez de Quesada.

## Participantes
| - Carlos Vives - Pipe Bueno - Samper - Banda Coyote Swing - Arelys Henao - Manuel Medrano - Peter Manjarrés - Debi Nova - Sebastián Yatra - Martina la peligrosa - Cali Flow - Fanny Lu - Santiago Cruz - Mauricio y Palo de Agua - Edwin Garrido - Eileen Roca - Alex Adames - Daniella Donado | - Jorge Alfredo Vargas - Ivan Lalinde - Andrea Serna - Felipe Arias - Rochi Stevenson - Carolina Cruz - Claudia Bahamón - Andrea Tovar - Paula Andrea Betancourt - Carlos Calero - Camilo Echeverry - Tatán Mejía - Alex Adames - Isa Mosquera - Pipe Calderón - Juan Alfonso Baptista - Toya Montoya - Ricardo Orrego | - Sebastián Villalobos - PaisaVlogs - Juan Pablo Jaramillo - Mario Ruiz - Luisa Fernanda W - Viviana Villalobos - Christian Castiblanco - Ricardo Cifuentes - Kelly Peñaranda contó con la participación detrás de escena de Hamilton David Carrillo - Teusaquillo: Margarita Rojas, Juan Eduardo Jaramillo - Soacha: Catalina Gómez, Salomón Bustamante - Cartagena: Ana Milena Gutiérrez, Andrea Jaramillo - Isnos: Diana Martínez, Robinson Muñoz - Medellín: Vaneza Pealez, Fabian Arboleda |

## Recaudación

### Cómputos
| #     | Hora  | Monto en pesos   | Porcentaje | Monto en dólares | Monto en euros |
| ----- | ----- | ---------------- | ---------- | ---------------- | -------------- |
| 1     | 22:27 | $ 118 000        | 0.01 %     | $ 35.31          | € 32.30        |
| 2     | 23:50 | $ 719 305 968    | 5.50 %     | $ 215 072        | € 196.736      |
| 3     | 00:45 | $ 959 458 039    | 7.34 %     | $ 286 877        | € 262 420      |
| 4     | 02:11 | $ 967 658 301    | 7.40 %     | $ 289 329        | € 264 663      |
| 5     | 06:33 | $ 983 473 304    | 7.52 %     | $ 294 058        | € 268 988      |
| 6     | 09:15 | $ 1 125 187 478  | 8.61 %     | $ 336 431        | € 307 748      |
| 7     | 10:09 | $ 1 160 326 508  | 8.88 %     | $ 346 937        | € 317 359      |
| 8     | 11:53 | $ 1 611 293 267  | 12.33 %    | $ 481 776        | € 440 703      |
| 9     | 14:58 | $ 2 530 895 001  | 19.37 %    | $ 753 256        | € 684 408      |
| 10    | 16:27 | $ 3 411 058 484  | 26.11 %    | $ 1 015 214      | € 922 423      |
| 11    | 17:20 | $ 3 709 757 723  | 28.40 %    | $ 1 104 114      | € 1 003 198    |
| 12    | 18:58 | $ 5 167 151 980  | 39.56 %    | $ 1 537 870      | € 1 397 308    |
| 13    | 20:10 | $ 5 712 315 729  | 43.72 %    | $ 1 707 982      | € 1 562 369    |
| 14    | 21:14 | $ 6 529 587 682  | 49.98 %    | $ 1 927 895      | € 1 764 023    |
| 15    | 22:35 | $ 8 585 599 562  | 65.72 %    | $ 2 567 094      | € 2 319 473    |
| 16    | 23:30 | $ 9 280 657 031  | 71.05 %    | $ 2 740 162      | € 2 507 248    |
| 17    | 00:24 | $ 9 905 201 895  | 75.82 %    | $ 2 961 655      | € 2 709 161    |
| Final | 01:16 | $ 10 298 608 242 | 78.88 %    | $ 3 079 283      | € 2 816 761    |

### Patrocinadores
| Empresa         | Rubro                    | Monto en pesos | Monto en dólares |
| --------------- | ------------------------ | -------------- | ---------------- |
| Falabella       | Tiendas por departamento | $ 451 500 000  | $ 135 139        |
| Bavaria         | Cervecería y bebidas     | $ 100 000      | $ 29 900         |
| Andina          | Calzados                 | $ 10 000       |                  |
| Zulia           | Arroz                    | $ 22 470 000   |                  |
| Studio F        | Ropa y prendas de vestir | $ 50 000       |                  |
| Claro Colombia  | Telecomunicaciones       | $ 448 183 000  |                  |
| Servientrega    | Reparto de mensajería    | $ 10 000       | $ 2976.24        |
| Grupo Nazca     | Restaurantes             | $ 53 007 050   | $ 15 776.19      |
| Avianca         | Aviación                 | $ 165 000      | $49 108.02       |
| Super Ricas     | Comestibles              | $ 15 000       | $ 4464.37        |
| Argos           | Fundación                | $ 50 000       | $ 14 881.22      |
| Efecty          | Giros, pagos y recargas  | $ 10 000       | $ 2976.24        |
| Bata            | Tienda de zapatos        | $ 84 000       | $ 25 000.45      |
| Ciudad Verde    | Construcción             | $ 60 000       | $ 17 857.46      |
| LeGrand         | Iluminación              | $ 25 894 689   | $ 7706.89        |
| Homecenter      | Tienda de retail         | $ 494 300 000  | $ 119 049.74     |
| La Paz          | Funeraria                | $ 14 376 000   | $ 4244.59        |
| Paga Todo       | Plataforma de pago       | $ 30 000       | $ 8857.66        |
| Banco de Bogotá | Banco                    | $ 500 000      | $ 123 711.95     |